# Priargunszk
Priargunszk (oroszul: Приаргунск) városi jellegű település Oroszország ázsiai részén, a Bajkálontúli határterületen, a Priargunszki járás székhelye. Korábbi neve Curuhajtuj (Цурухайтуй)

## Elhelyezkedése
Az Arguny partján, az Uruljunguj mellékfolyó torkolata mellett helyezkedik el. Ezen a szakaszon a folyó képezi a határt Kína és Oroszország között. A település Csitától vasúton 595 km-re délkeletre fekszik, a vasútvonal végpontja.

## Története
Helyén 1728-tól Curuhajtuj határvédelmi őrhely volt. A név az evenki  'сурухайта' szóból származik (jelentése: 'csuka, csukás') és az itteni halászatra utal. A jelenlegi települést 1953-ban alapították, 1958-tól városi jellegű település, mai nevét 1962-ben kapta.

## Népessége
- 2002-ben 8260 fő[2]
- 2010-ben 7388 fő volt.[3]